# Xysticus guizhou
Xysticus guizhou is een spinnensoort uit de familie van de krabspinnen (Thomisidae).
De wetenschappelijke naam van de soort werd in 1997 gepubliceerd door Da-Xiang Song & Ming Sheng Zhu.